# Christine Ohuruogu
Christine Ohuruogu, född den 17 maj 1984 i London i Storbritannien, är en brittisk friidrottare som tävlar huvudsakligen på 400 meter. 
Ohuruogu var med i det brittiska stafettlag som tog VM-brons vid VM 2005 i Helsingfors på 4 x 400 meter. Året efter vann Ohuruogu överraskande guld på 400 meter vid samväldesspelen 2006. 
Ohuruogu missade EM i Göteborg 2006 efter att ha blivit avstängd ett år för frånvaro vid tre oanmälda dopingkontroller. Hon var tillbaka till VM i Osaka 2007 där hon efter Sanya Richards frånvaro kunde bli världsmästare på 400 meter på tiden 49,61. Året efter vid Olympiska sommarspelen 2008 i Peking blev hon även olympisk mästare efter att ha vunnit på tiden 49,62.
Hennes syster Victoria Ohuruogu tävlar också i friidrott.

## Personliga rekord
- 200 meter - 22,94
- 400 meter - 49,61